# Choriptera semhahensis
Choriptera semhahensis là loài thực vật có hoa thuộc họ Dền. Loài này được (Vierh.) Botsch. mô tả khoa học đầu tiên năm 1967.